# Neffex

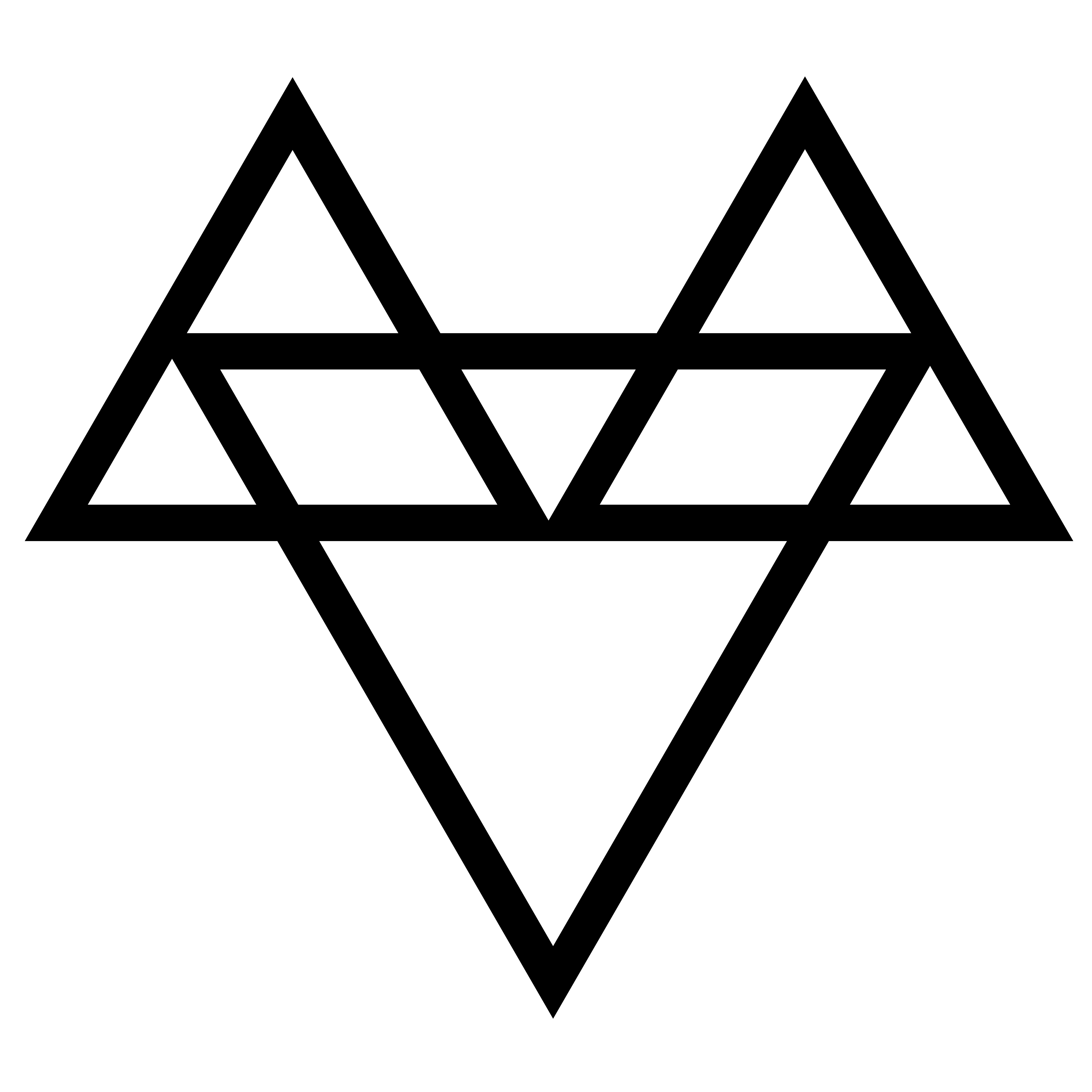
Logo of the Band

Neffex (стилізований як NEFFEX) — американський музичний проєкт Брайса Севіджа (народжений Брендон Крістофер Горт), який спочатку включав Кемерона Вейлза. Вони створювали ремікси та оригінальні пісні, що характеризуються сумішшю електроніки та репу. До того, як Севідж продовжив проєкт самостійно, він писав тексти та співав, а Вельс створював інструментальні партії та виконував монтаж. Вони випустили багато своїх пісень без гонорару (без авторських прав), які були представлені в ЗМІ творцями контенту по всьому світу.

## Кар'єра
Севідж і Вельс вперше зустрілися в середній школі, коли їм було 15 років. На той час вони брали участь у панк-рок групі. Після цього обидва вийшли з групи та почали створювати власну музику. Однак це ще не було творіння Neffex. Після середньої школи Вельс переїхав до Лос-Анджелеса й віддалився від Севіджа під час навчання в коледжі. Коли Севідж навчався на останньому курсі коледжу, він спілкувався з Вельсом, і вони помітили, що обидва займаються музикою у вільний час. Після коледжу вони знову зібралися в окрузі Орандж і створили назву «NEFFEX» і символ лисиці. На своєму YouTube-каналі Севідж вигукнув, що символ лисиці не був початковим наміром, натомість він хотів зробити щось легке відтворювати подібний до сумнозвісного стилю «cool S», отже, чому він складається з трьох трикутників.
У 2017 році дует поставив завдання випустити 100 пісень за 100 тижнів. Усі пісні, випущені для цього конкурсу, не сплачуються.
16 жовтня 2019 року вони випустили свій перший EP під назвою Q203, названий на честь квартири, де вони записали свої перші пісні. В альбомі шість пісень: When I Was Young, Without You, It's My Life, Sunday, Primal і Want Me.
25 вересня 2020 року вони випустили свій дебютний альбом під назвою «New Beginnings» за участю ROZES, Jez Dior і MASN. В альбомі 16 пісень: Somebody, Be Somebody, New Beginnings, Scars, I've been Let Down, Hell Won't Take Me, I Wanna Play A Game, Don't Hate Me, Mind Reader, Unavailable, When It Flows, ВАУ!, Найгірше з тебе, Ближче до раю, Космос і Я буду добре.
6 липня 2021 року вони обопільно вирішили розлучитися й зосередитися на сольних проєктах, а Вельс залишив NEFFEX.
7 липня 2021 року Севідж встановив конкурс на випуск 100 пісень за 100 тижнів, і, як і раніше, усі пісні, випущені для цього конкурсу, не сплачуються авторським гонораром.

## Дискографія
- Where Did You Go? (2024)
- Rush (2024)
- POTUS (2023)
- Get Out My Way (2022)
- This Is Not a Christmas Song — Ryan Oakes (2022)
- Back One Day (Outro Song) — TheFatRat (2022)
- New Year, New Me (2022)
- Stay Strong (Sofia's Song) (2022)
- The Rain (2022)
- Fever Dream (2022)
- Choose It (2022)
- Rise (2022)
- Purpose (2022)
- Big Swing (2022)
- Legendary (2022)
- Make Moves (2022)
- No Retreat (2022)
- Leading (2022)
- Ready To Kill (2022)
- Till My Hands Bleed (2022)
- My Mind (2022)
- Pinky Promise (2022)
- You Will Never See Me Coming (2022)
- 6 Shots (2022)
- Anxiety (2022)
- Changing (2022)
- Till I'm On Top (2022)
- What You Gonna Be (2022)
- They Call Me A God (2022)
- Chasing (2022)
- Losing My Mind (2022)
- My Way (2022)
- Secrets (ft. Neffex) — PLVTINUM (2022)
- Don't Let Go (2022)
- Night Rider (ft. Neffex) — Frank Zummo (2022)
- Sober (ft. Neffex) — Josh A (2022)
- Catch Me If I Fall (2022)
- Tell Me What You Want (2022)
- A Little F*cked Up (2022)
- Price Tag (2022)
- Till I'm Free (2022)
- Play Dead (2022)
- As You Fade Away (2022)
- Ruthless (2022)
- Good Day (Wake Up) (2022)
- Go! (2022)
- Take Me Back (2022)
- Better Days (2022)
- Winning (2022)
- Built To Last (2022)
- Enough (2022)
- Get Through (2022)
- Immortal (2022)
- I Just Wanna Be Great (2022)
- No Filter (2022)
- Retribution (2022)
- Statement (2022)
- Tough (2022)
- A Year Ago (2021)
- Addict (2021)
- Believe (2021)
- Bite Me (2021)
- Born A Rockstar (2021)
- Don't Wanna Let Myself Down (2021)
- Dreaming On (2021)
- FOYF (2021)
- Free Me (2021—2022)
- Go Down Swinging (2021)
- How's It Supposed To Feel (2021)
- Hustlin (2021)
- Inspired (2021)
- IT'S ONLY WORTH IT IF YOU WORK FOR IT (2021)
- Just Breathing (2021)
- Manifest It (2021)
- No Turning Back (2021)
- Revolution (2021)
- Something You Could Never Own (2021)
- Til I Hear'em Say (2021)
- Till I Let Go (2021)
- Tell Me That I Can't (2021)
- The Itch Ft. Josh A (2021)
- THAT'S WHAT IT TAKES (2021)
- This Is Not A Christmas Song (2021)
- All These Thoughts (2018)
- A Feeling (2018)
- Alive (2018)
- Baller (2017)
- Best Of Me (2017)
- Badass (2017)
- Blow Up (2017)
- Bros B4 Hoes (2017)
- Backstage (2017)
- Blessed (2018)
- Broken Dreams (2018)
- Best Of Me (Barren Gates Remix) (2019)
- College (Lost Song) (2016)
- Crown (2017)
- Careless (2017)
- Can't Lose (2018)
- Chance (2018)
- Comeback (2018)
- Climb (2018)
- Cold (2018)
- Coming For You (2019)
- Cold In The Water (2019)
- Cold (Elijah Hill Remix) (2019)
- 100 (Count It) (2019)
- Dream Catcher (2017)
- Destiny (2017)
- Dance Again (2017)
- Damn Gurl (2018)
- Deep In The Game (2018)
- Deep Thoughts (2018)
- Dangerous (2018)
- Destiny (Equanimous Remix) (2019)
- Flirt (2017)
- Failure (2017)
- First Time (2017)
- Fight (2017)
- Fight Back (2017)
- Fear (2018)
- Fight Back (BLENDER Remix) (2018)
- Fight Back (Licka Rish Remix) (2018)
- Fight Back (Barren Gates Remix) (2018)
- Forget'Em (2018)
- Fade Away (2018)
- Fall Asleep (2018)
- Fight Back (RMND Remix) (2019)
- Greatest (2017)
- Gossip (2017)
- Gibberish (2018)
- Graveyard (2018)
- Go Hard (2018)
- GOT THIS (2018)
- Grateful (2018)
- Grateful (Airmow Remix) (2019)
- Head Down (2017)
- Hey Yea (2017)
- Hungover (2017)
- Hometown (2017)
- Home (2018)
- Hate It Or Love It (2018)
- Hope (2018)
- Hype (2018)
- Here To Stay (2019)
- If JAUZ Played Guitar (2016)
- It's Just Not Fair (2018)
- Jingle Bells (NEFFEX Remix) (2016)
- Judge (2017)
- Killa (2016)
- Keep Dreaming (2018)
- Lit (2017)
- Light It Up (2017)
- Let Me Down (2017)
- Life (2017)
- Lost Not Found (2018)
- Lost Within (2018)
- Lose My Mind (2019)
- Messed Up (2016)
- Memories (2016)
- Mirror (2018)
- Mystify (2018)
- Merry Litmas (2018)
- Make It (2018)
- Mirror (BLENDER Remix) (2019)
- Myself (2019)
- Never Give Up (2017)

## Зовнішні посилання
- Official website